# Infanzia berlinese
Infanzia berlinese o Infanzia berlinese intorno al millenovecento  ( Berliner Kindheit um Neunzehnhundert) è una raccolta di brevi e malinconici racconti autobiografici scritti dal berlinese Walter Benjamin fra il 1932 e il 1938, ossia dopo il suo espatrio dalla Germania nazista. Una prima edizione fu pubblicata postuma nel 1950. Nel 1987 e nel 2000 furono pubblicate nuove edizioni dopo il ritrovamento di dattiloscritti considerati fino ad allora dispersi.

## Storia

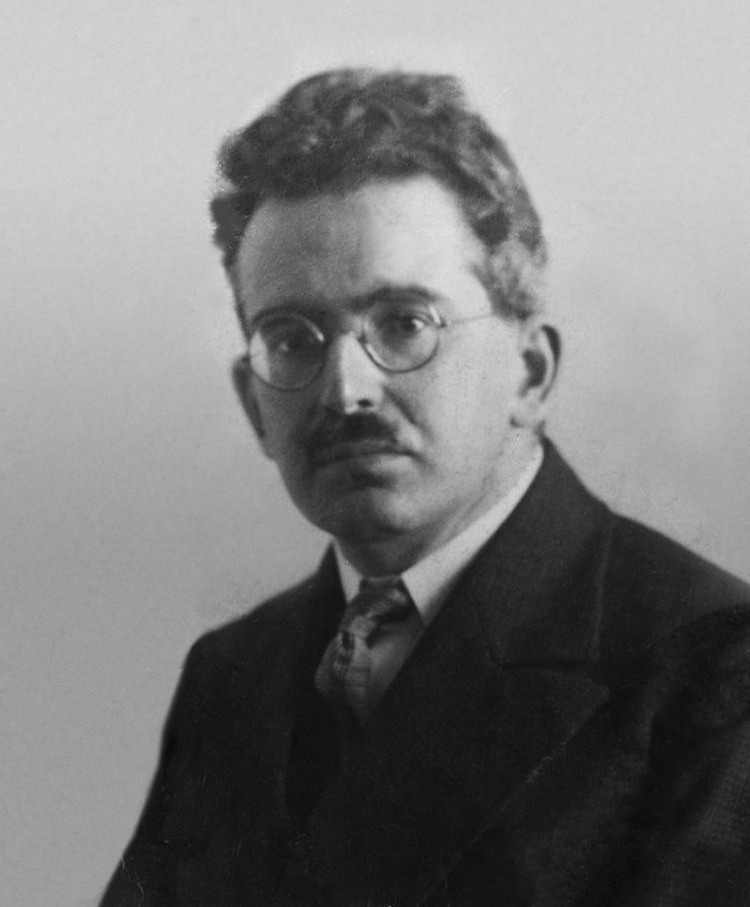
Fotografia di Walter Benjamin (1928)

Walter Benjamin nacque a Berlino nel 1892 in una famiglia dell'alta borghesia ebraica berlinese. Rimase nella capitale tedesca fino all'emigrazione, nel 1930. I brevi capitoli che compongono Infanzia berlinese furono scritti a partire dal 1932. Nel febbraio del 1933 Benjamin affermò di aver completato l'opera a cui aveva lavorato nell'autunno del 1932; questa versione sarà ritrovata nel 1988 e sarà denominata "Gießener Fassung". Nella primavera dello stesso anno Benjamin ne fece una nuova stesura, di trenta brani, che inviò alla casa editrice Gustav Kiepenheuer Verlag di Berlino; una terza versione, di trentaquattro o trentasei brani, fu inviata alla Erich Reiss Verlag di Berlino nella primavera del 1934. Poiché il manoscritto non fu pubblicato dagli editori berlinesi, fu inviato da Franz Glück a una casa editrice austriaca, che non la pubblicò. L'ultima versione, sottoposta da Benjamin a un'approfondita revisione, fu eseguita nella prima metà del 1938, ma neanche questa edizione, denominata poi "Fassung letzter Hand", trovò un editore. Qualche singolo brano, spesso siglato con uno pseudonimo, fu inviato da Benjamin a giornali. Benjamin si uccise nel 1940 per non cadere nelle mani della Gestapo, ritenedo che il suo tentativo di espatrio fosse ormai fallito.
Nel 1950 Theodor Adorno, che tuttavia non conosceva nessuna delle precedenti quattro versioni, curò la pubblicazione della prima edizione dell'Infanzia berlinese ricostruita a partire dai singoli brani, di cui peraltro non fu in grado di ricostruirne l'ordine. Per inciso: il nome di Adorno non figurava né come curatore né come autore della postfazione dell'edizione tedesca del 1950 o dell'edizione italiana Einaudi del 1973. Una revisione critica dell'opera fu approntata nel 1972 da Rolf Tiedemann per l'edizione definitiva delle opere di Benjamin (Gesammelte Schriften in sette volumi, 1972-1989).
Nel 1981 nella Biblioteca nazionale di Francia furono trovati alcuni manoscritti che Benjamin aveva affidato a Georges Bataille nel 1940, prima di lasciare Parigi; fra questi si trovava anche il dattiloscritto dell'ultima revisione di Infanzia berlinese, la "Fassung letzter Hand" del 1938,. Infine, nel 1988 fu ritrovato anche il manoscritto della "Gießener Fassung", la versione elaborata fra il 1932 e il 1933; tale versione sarà pubblicata nel 2000.

## Racconti

### Prima edizione
Elenco dei brani contenuti nell'edizione di Infanzia berlinese curata nel 1950 da Adorno e tradotta in lingua italiana da Marisa Bertoli Peruzzi. Il titolo in lingua italiana è seguito dal titolo dell'edizione in lingua tedesca posto fra parentesi tonde:
- Giardino zoologico (Tiergarten)
- Kaiserpanorama (Kaiserpanorama)
- Colonna della Vittoria (Die Siegessäule)
- Telefono (Das Telephon)
- A caccia di farfalle (Schmetterlingsjagd)
- Partenza e ritorno (Abreise und Rückkehr)
- Arrivato in ritardo (Zu spät gekommen)
- Mattini d'inverno (Wintermorgen)
- Steglitzer angolo Genthiner (Steglitzer Ecke Genthiner)
- La dispensa (Die Speisekammer)
- Risveglio del sesso (Erwachen des Sexus)
- Una partecipazione di morte (Eine Todesnachricht)
- Mercato coperto di piazza Magdeburgo (Markthalle Magdeburger Platz)
- Nascondigli (Verstecke)
- Il Signor Knoche e la Signorina Pufahl (Zwei Rätselbilder)
- La lontra (Der Fischotter)
- Blumeshof 12 (Blumeshof 12)
- La Comarehlen (Die Mummerehlen)
- I colori (Die Farben)

- In società (Gesellschaft)
- L'alfabetiere (Der Lesekasten)
- La giostra (Das Karussell)
- La febbre (Das Fieber)
- Due bande musicali (Zwei Blechkapellen)
- Vecchi libri (Affentheater)
- Uno spettro (Ein Gespenst)
- Lo scrittoio (Schülerbibliothek)
- Un angelo di Natale (Ein Weihnachtsengel)
- Armadi (Das Pult)
- Mendicanti e prostitute (Bettler und Huren)
- Porta di Halle (Winterabend)
- Il cestino da lavoro (Der Nähkasten)
- Disgrazie e delitti (Unglücksfälle und Verbrechen)
- Logge (Loggien)
- Isola dei pavoni e Glienicke (Pfaueninsel und Glienicke)
- La luna (Der Mond)
- «L'omino con la gobba» (Das bucklichte Männlei)

### Edizione definitiva
Elenco dei brani contenuti nell'edizione italiana di Infanzia berlinese intorno al Millenovecento del 2007, a cura di Enrico Ganni:
- Logge
- Kaiserpanorama
- Colonna della Vittoria
- Telefono
- A caccia di farfalle
- Tiergarten
- In ritardo
- Libri per ragazzi
- Mattini d'inverno
- Steglitzer Straße angolo Genthiner Straße
- Due immagini enigmatiche
- Mercato coperto
- La febbre
- La lontra
- Isola dei pavoni e Glienicke

- Un annuncio di morte
- Blumeshof 12
- Serata d'inverno
- Krumme Straße
- Il calzino
- La Comarehlen
- Nascondigli
- Uno spettro
- Un angelo di Natale
- Disgrazie e delitti
- I colori
- II cestino da lavoro
- La luna
- Due fanfare
- L'omino con la gobba

## Edizioni
- Walter Benjamin, Berliner Kindheit um neunzehnhundert, Frankfurt am Main: Suhrkamp, 1950, 170 p.

È l'edizione curata da Theodor Adorno. Edizione italiana: Walter Benjamin, Infanzia berlinese; traduzione di Marisa Bertoli Peruzzi, seconda edizione, Coll. Einaudi letteratura 30, Torino: Einaudi, 1973, 136 p.
- «Berliner Kindheit um neunzehnhundert». In: Gesammelte Schriften; Unter Mitwirkung von Theodor W. Adorno und Gershom Scholem hrsg. von Rolf Tiedemann und Hermann Schweppenhäuser. Band IV: Kleine Prosa. Baudelaire-Übertragungen, zwei Teilbände, Frankfurt am Main: Suhrkamp, 1972, pp. 235–304.

È l'edizione critica curata nel da Rolf Tiedemann per Gesammelte Schriften, l'edizione definitiva delle opere di Benjamin, in sette volumi. Tale edizione è presente in rete grazie all'Internet Archive.
- Walter Benjamin, Berliner Kindheit um neunzehnhundert; mit einem Nachwort von Theodor W. Adorno, Frankfurt am Main: Suhrkamp, 1987, 116 p., ISBN 351801966X.

È l'edizione "Fassung letzter Hand" del 1938 ritrovata a Parigi nel 1981. Edizione italiana: Walter Benjamin, Infanzia berlinese intorno al Millenovecento; a cura di Enrico Ganni; postfazione di Theodor W. Adorno; con uno scritto di Péter Szondi, Coll. Letture Einaudi 3, Torino: Einaudi, 2007, 154 p., ISBN 978-88-06-18850-4
- Rolf Tiedemann (a cura di), Walter Benjamin, Berliner Kindheit um neunzehnhundert: Gießener Fassung, Frankfurt am Main: Suhrkamp, 2000, ISBN 978-3518582879

È l'edizione "Gießener Fassung", elaborata da Benjamin fra il 1932 e il 1933 e ritrovata nel 1988.